# Mars 5
Denna artikel handlar om den sovjetiska marssonden och ska inte förväxlas med datumet 5 mars.
Mars 5 var en  sovjetisk rymdsond som sköts upp den 25 juli 1973, med en Proton K/D raket, för att utforska planeten Mars. 
Rymdsonden gick in i omloppsbana runt planeten mars den 12 februari 1974. Den 28 februari 1974 tappade man kontakten med sonden. Totalt sände sonden 180 bilder till jorden.

### Fotnoter
1. ↑  ”NASA Space Science Data Coordinated Archive” (på engelska). NASA. https://nssdc.gsfc.nasa.gov/nmc/spacecraft/display.action?id=1973-049A. Läst 27 mars 2020.